# Arrondissements du Puy-de-Dôme

Les cinq arrondissements du Puy-de-Dôme en région Auvergne-Rhône-Alpes, en 2017.

Le département de la Puy-de-Dôme comprend cinq arrondissements.

## Composition
| Nom                                | Code Insee | Superficie (km2) | Population (dernière pop. légale) | Densité (hab./km2) | Modifier             |
| ---------------------------------- | ---------- | ---------------- | --------------------------------- | ------------------ | -------------------- |
| Arrondissement d'Ambert            | 631        | 1 229,80         | 27 596 (2022)                     | 22                 | modifier les données |
| Arrondissement d'Issoire           | 633        | 2 268,50         | 78 817 (2022)                     | 35                 | modifier les données |
| Arrondissement de Clermont-Ferrand | 632        | 912,60           | 363 807 (2022)                    | 399                | modifier les données |
| Arrondissement de Riom             | 634        | 2 705,30         | 137 711 (2022)                    | 51                 | modifier les données |
| Arrondissement de Thiers           | 635        | 853,50           | 56 454 (2022)                     | 66                 | modifier les données |
| Puy-de-Dôme                        | 63         | 7 970,00         | 664 385 (2022)                    | 83                 | modifier les données |

## Histoire
- 1790 : création du département du Puy-de-Dôme avec huit districts : Ambert, Besse, Billom, Clermont-Ferrand, Issoire, Montaigu, Riom, Thiers.
- 1800 : création des arrondissements : Ambert, Clermont-Ferrand, Issoire, Riom, Thiers.
- 1926 : suppression de l'arrondissement d'Ambert.
- 1942 : restauration de l'arrondissement d'Ambert.
- 2017 : modification des limites d'arrondissements[1].